# Déborah Perret
 (septembre 2023).
Pour les articles homonymes, voir Perret.
Déborah Perret est une actrice, adaptatrice et directrice artistique française, spécialisée dans le doublage.
Elle travaille régulièrement en duo avec sa mère, Danielle Perret, qui est directrice artistique.

## Biographie

### Famille
Elle est la fille de Danielle Perret, avec qui elle travaille régulièrement en duo pour l'adaptation et la direction artistique des films distribués par Metropolitan FilmExport. Sa fille, Rebecca Benhamour, est également comédienne.

### Doublage
Elle est, notamment, l'une des voix françaises régulières de Cate Blanchett, Catherine Keener, Deborah Kara Unger, Elizabeth Debicki, Maria Bello, Mira Sorvino, Sandra Bullock, Salma Hayek, Julianne Moore, Jennifer Lopez, Daphne Zuniga et également, de Laurie Holden, Michelle Yeoh, Illeana Douglas, Maya Rudolph, Katja Riemann et Linda Cardellini.

## Filmographie

### Cinéma

#### Actrice
- 1998 : Les Sœurs Hamlet de Abdelkrim Bahloul : la maîtresse

## Doublage
Note : Les dates indiquées en italique correspondent aux sorties initiales des films auxquels Déborah Perret a participé aux doublages tardifs et aux redoublages.

### Cinéma

#### Films
- Cate Blanchett dans :
  - Le Seigneur des anneaux : La Communauté de l'anneau (2001) : Galadriel
  - Le Seigneur des anneaux : Les Deux Tours (2002) : Galadriel
  - Le Seigneur des anneaux : Le Retour du roi (2003) : Galadriel
  - Coffee and Cigarettes (2003) : Cate
  - Le Hobbit : Un voyage inattendu (2012) : Galadriel
  - Le Hobbit : La Désolation de Smaug (2013) : Galadriel
  - Le Hobbit : La Bataille des Cinq Armées (2014) : Galadriel
  - Knight of Cups (2015) : Nancy
  - Truth : Le Prix de la vérité (2015) : Mary Mapes
  - Song to Song (2017) : Amanda
  - L'École du bien et du mal (2022) : la narratrice / le Storian (voix)
- Maria Bello dans :
  - A History of Violence (2005) : Edie Stall
  - Copains pour toujours (2010) : Sally Lamonsoff
  - Identité secrète (2011) : Mara Harper
  - Copains pour toujours 2 (2013) : Sally Lamonsoff
  - Prisoners (2013) : Grace Dover
  - La Cinquième Vague (2015) : sergent Reznik
  - Les âmes en suspens (en) (2016) : Jean
  - L'Homme de l'eau (en) (2020) : le shérif Goodwin
- Julianne Moore dans :
  - Back Home (1997) : Mia
  - Magnolia (1999) : Linda Partridge
  - Les Vies privées de Pippa Lee (2009) : Kat
  - Hunger Games : La Révolte, partie 1 (2014) : Présidente Alma Coin
  - Hunger Games : La Révolte, partie 2 (2015) : Présidente Alma Coin
  - Le Musée des Merveilles (2017) : Liliane Mayhew / Rose âgée
  - Bienvenue à Suburbicon (2017) : Rose / Margaret Lodge
- Catherine Keener dans :
  - Entre amis et voisins (1998) : Terri
  - L'Interprète (2005) : Dot Woods
  - An American Crime (2007) : Gertrude Baniszewski
  - Trust (2010) : Lynn Cameron
  - La Beauté du geste (2010) : Kate
  - Le Quatuor (2012) : Juliette Gelbart
  - Sicario : La Guerre des cartels (2018) : Cynthia Foards
- Jennifer Lopez dans :
  - The Cell (2000) : Catherine Dean
  - Sa mère ou moi ! (2005) : Charlotte Cantilini
  - El Cantante (2007) : Punchi Lavoe
  - Ce qui vous attend si vous attendez un enfant (2012) : Holly
  - Seconde Chance (2018) : Maya
  - Queens (2019) : Ramona Vega
  - Shotgun Wedding (2022) : Darcy
- Deborah Kara Unger dans :
  - Hurricane Carter (1999) : Lisa Peters
  - Inside Job (2003) : Kate
  - Silent Hill (2006) : Dahlia Gillespie
  - Silent Hill: Revelation 3D (2012) : Dahlia Gillespie
  - A Dark Truth (2012) : Morgan Swinton
  - Vengeance (2017) : Agnes
- Kyra Sedgwick dans :
  - Le Secret des frères McCann (2003) : Mae
  - Loverboy (2005): Emily
  - Possédée (2012) : Stephanie Brenek
  - Kill Your Darlings (2013) : Marian Carr
  - The Humbling (2015) : Louise Trenner
  - Love Again (2019) : Ingrid
- Elizabeth Debicki dans :
  - Gatsby le Magnifique (2013) : Jordan Baker
  - Agents très spéciaux : Code UNCLE (2015) : Victoria Vinciguerra
  - Everest (2015) : Dr Caroline Mackenzie
  - Macbeth (2015) : Lady Macduff
  - Le Passé recomposé (2018) : Mme G, l'instructrice d'équitation de Jennifer et l'amante de Bill
  - Les Veuves (2018) : Alice Gunner
  - MaXXXine (2023) : Elizabeth Bender
- Katja Riemann dans :
  - Les Nouveaux Mecs (1994) : Doro Feldheim
  - Comedian Harmonists (1997) : Mary Cykowski
  - Bibi Blocksberg, l'apprentie sorcière (2002) : Barbara Blocksberg
  - Le Goût du sang (2007) : Astrid
  - Il est de retour (2015) : Katja Bellini
- Illeana Douglas dans :
  - Prête à tout (1995) : Janice Maretto
  - Search and Destroy : En plein cauchemar (1995) : Marie Davenport
  - Grace of My Heart (1996) : Denise Waverly /Edna Buxton
  - The Californians (en) (2005) : Olive Ransom
  - Broadway Therapy (2015) : Judy
- Mira Sorvino dans :
  - Free Money (1998) : l'agent Karen Porlaski
  - The Grey Zone (2001) : Dina
  - WiseGirls (2002) : Meg Kennedy
  - Final Cut (2004) : Delila
  - Lamborghini : L'Homme derrière la légende (2022) : Annita
- Molly Parker dans :
  - Suspicion (1999) : Daisy
  - De drôles d'oiseaux (en) (2001) : Alice
  - Hollywoodland (2006) : Laurie Simo
  - La Route (2009) : La femme du vétéran
  - Pieces of a Woman (2020) : Eva
- Salma Hayek dans :
  - Coup d'éclat (2005) : Lola Cirillo
  - Cœurs perdus (2006) : Martha Beck
  - Opération Muppets (2014) : Salma Hayek
  - Hitman and Bodyguard (2017) : Sonia Kincaid
  - Hitman and Bodyguard 2 (2021) : Sonia Kincaid
- Sandra Bullock dans :
  - Feu sur l'Amazone (1993) : Alyssa Rothman
  - Le Temps d'aimer (1996) : Agnes Von Kurowsky
  - Un vent de folie (1999) : Sarah Lewis
  - Collision (2004) : Jean
- Marina Sirtis dans :
  - Star Trek : Générations (1994) : Deanna Troi
  - Star Trek : Premier Contact (1996) : Deanna Troi
  - Star Trek : Insurrection (1998) : Deanna Troi
  - Star Trek : Nemesis (2002) : Deanna Troi
- Joely Richardson dans :
  - Maybe Baby ou Comment les Anglais se reproduisent (2001) : Lucy Bell
  - Mimzy, le messager du futur (2007) : Jo Wilder
  - Red Lights (2012) : Monica Hansen
  - Maggie (2015) : Caroline
- Michelle Yeoh dans :
  - Tai-Chi Master (1993) : Siu Lin
  - Les Orphelins de Huang Shui (2008) : Mme Wang
  - Mechanic: Resurrection (2016) : Mei
  - Bloody Milkshake (2021) : Florence
- Maya Rudolph dans :
  - Friends with Kids (2012) : Leslie
  - Popstar : Célèbre à tout prix (2016) : Deborah
  - Carnage chez les Puppets (2018) : Bubbles
  - Hubie Halloween (2020) : Mme Hennessey
- Linda Cardellini dans :
  - L'Ombre d'Emily (2018) : Diana Hyland
  - Hunter Killer (2018) : Jayne Norquist
  - Green Book (2018) : Dolores Lip
  - Capone (2020) : Mae Capone
- Lili Taylor dans :
  - Mystic Pizza (1988) : Jojo
  - Pecker (1998) : Rorey Wheeler
  - L'Élite de Brooklyn (2010) : Angela
- Annabella Sciorra dans :
  - Mr. Wonderful (1993) : Leonora
  - Nos funérailles (1996) : Jean
  - Jugez-moi coupable (2006) : Bella DiNorscio
- Andie MacDowell dans :
  - Belles de l'Ouest (1994) : Eileen Spenser
  - Gary et Linda (1998) : Linda Palinski
  - Potins mondains et Amnésies partielles (2001) : Eugenie Claybourne
- Julia Ormond dans :
  - Passion sous surveillance (1995) : Rachel Clifford
  - Coup monté (2001) : Caitlin Carlson
  - Surveillance (2008) : Elizabeth Anderson
- Cameron Diaz dans :
  - L'Ultime Souper (1995) : Jude
  - Feeling Minnesota (1996) : Freddie Clayton
  - Vérité apparente (2001) : Faith O'Connor
- Jennifer Jason Leigh dans :
  - Washington Square (1997) : Catherine Sloper
  - The Anniversary Party (2001) : Sally Nash
  - The Machinist (2005) : Stevie
- Jennifer Tilly dans :
  - Dancing at the Blue Iguana (2001) : Jo
  - Un parfum de meurtre (2001) : Louella Parsons
  - Ralph (2004) : Alice
- Natasha McElhone dans :
  - Feu de glace (2002) : Deborah Tallis
  - City of Ghosts (2003) : Sophie
  - Le Secret de Moonacre (2008) : Loveday
- Ashley Judd dans :
  - Bug (2006) : Agnes
  - Droit de passage (2009) : Denise Frankel
  - She Said (2022) : elle-même
- Marisa Tomei dans :
  - Danika (en) (2006) : Danika
  - La Défense Lincoln (2011) : Margaret McPherson
  - Les Marches du pouvoir (2011) : Ida Horowicz
- Tasha Smith (en) dans :
  - Pourquoi je me suis marié ? (2007) : Angela
  - Daddy's Little Girls (2007) : Jennifer
  - Pourquoi je me suis marié aussi ? (2010) : Angela
- Kathryn Hahn dans :
  - Bad Moms (2016) : Carla Dunkler
  - Bad Moms 2 (2017) : Carla Dunkler
  - Glass Onion : Une histoire à couteaux tirés (2022) : Claire Debella
- Virginia Madsen dans :
  - Zombie High (en) (1987) : Andrea
  - Le Nombre 23 (2007) : Agatha Sparrow / Fabrizia
- Leslie Hope dans :
  - Kansas (en) (1988) : Lori Bayles
  - Men at Work (1990) : Susan Wilkins
- Patricia Charbonneau dans :
  - Call Me (1988) : Anna
  - K2 (1991) : Jacki
- Josephine Siao dans :
  - La Légende de Fong Sai-Yuk (1993) : Miu Chui-Fa
  - La Légende de Fong Sai-Yuk 2 (1993) : Miu Chui-Fa
- Tara Fitzgerald dans :
  - Sirènes (1994) : Estella Campion
  - Cinq Enfants et moi (2004) : la mère
- Mary Stuart Masterson dans :
  - Vengeance froide (1996) : Robin Gadiss
  - Pluie de roses sur Manhattan (1996) : Lisa Walker
- Jada Pinkett Smith dans :
  - Le Prix à payer (1996) : Lida Newsom
  - Blossoms and Veils (1998) : Mary (court métrage)
- Holly Hunter dans :
  - D'une vie à l'autre (1998) : Judith Nelson
  - The Big White (2005) : Margaret Barnell
- Gina Gershon dans :
  - Guinevere (en) (1999) : Billie
  - Dernier été à Staten Island (en) (2015) : Mme Greeley
- Janet McTeer dans :
  - Libres comme le vent (1999) : Mary Jo Walker
  - Père et Fille (2015) : Carolyn
- Roselyn Sanchez dans :
  - Rush Hour 2 (2001) : Isabella
  - Edison (2005) : Maria
- Halle Berry dans :
  - À l'ombre de la haine (2001) : Leticia Musgrove
  - My Movie Project (2013) : Emily
- Lynda Boyd (en) dans :
  - Bones (2001) : Nancy Peet
  - Destination finale 2 (2003) : Nora Carpenter
- Claire Forlani dans :
  - Hooligans (2005) : Shannon Dunham
  - Mr. Ripley et les Ombres (2005) : Cynthia
- Missi Pyle dans :
  - Alex Rider : Stormbreaker (2006) : Nadia Rami
  - Service toujours non compris (2009) : Rocky Rhoades / Exotic Dancer
- Vera Farmiga dans :
  - La Peur au ventre (2006) : Teresa Gazelle
  - Source Code (2011) : Colleen Goodwin
- Claudia Karvan dans :
  - Long Weekend (2008) : Carla
  - Daybreakers (2009) : Audrey Bennett
- Saffron Burrows dans :
  - Braquage à l'anglaise (2008) : Martine Love
  - Le Psy d'Hollywood (2009) : Kate Amberson
- Martina Gedeck dans :
  - La Bande à Baader (2008) : Ulrike Meinhof
  - Agnosia (2010) : Lucile Prevert
- Kate Hudson dans :
  - La Copine de mon meilleur ami (2008) : Alexis
  - Good People (2014) : Anna Wright
- Andrea Frankle dans :
  - Les Âmes vagabondes (2012) : l'agent Keller
  - Mademoiselle Détective (2013) : Healer Skye
- 1971 : The Big Boss : Miss Wu-Man (Malalene) (2e doublage)
- 1974 : La Fureur de vaincre : Yenn (Maria Yi) (2e doublage)
- 1986 : Huit Millions de façons de mourir : Sunny (Alexandra Paul)
- 1989 : The Killer : Jennie (Sally Yeh)
- 1989 : Honeymoon Academy (en) : Chris (Kim Cattrall)
- 1991 : SAS : L'Œil de la veuve : Sharnilar Khasani (Annabel Schofield)
- 1991 : Les Associés : Cherie / Haricot Rouge (Cherie Chung)
- 1991 : Opération Condor : Elsa (Eva Cobo)
- 1992 : The Player : Bonny Sherow (Cynthia Stevenson)
- 1992 : The Opposite Sex and How to Live with Them (en) : Carrie Davenport (Courteney Cox)
- 1992 : Wind : Abigail Weld (Rebecca Miller)
- 1992 : Blue Ice : Stacy Mandsorf (Sean Young)
- 1993 : The Heroic Trio : Chat (Maggie Cheung)
- 1993 : Monolithe : Flynn (Lindsay Frost)
- 1993 : Shootfighter: Fight to the Death : Cheryl Walker (Maryam d'Abo)
- 1993 : True Romance : Alabama Whitman (Patricia Arquette)
- 1993 : Max, le meilleur ami de l'homme : Judy Sanders (Robin Frates)
- 1993 : Cyborg 2: Glass Shadow : Casella « Cash » Reese (Angelina Jolie)
- 1994 : L'Antre de la folie : Linda Styles (Julie Carmen)
- 1994 : Corrina, Corrina : Jenny Davis (Wendy Crewson)
- 1994 : Bons baisers de Pékin : Siu Kam (Anita Yuen)
- 1994 : Un Anglais sous les tropiques : Priscilla Fanshawe (Sarah-Jane Fenton)
- 1994 : La Guerre des sexes : Linda Alissio (Teri Hatcher)
- 1994 : Little Odessa : Alla Shustervich (Moira Kelly)
- 1994 : Swimming with Sharks : Dawn Lockard (Michelle Forbes)
- 1995 : Le Roi singe : Spider-Woman (Kit Ying Lam)
- 1995 : Major Payne : Emily Walburn (Karyn Parsons)
- 1995 : Les Vendanges de feu : Victoria Aragon (Aitana Sánchez-Gijón)
- 1995 : Crying Freeman : Emu O'Hara (Julie Condra)
- 1995 : Seven : Sara (Emily Wagner)
- 1995 : Jade : Patrice Jacinto (Angie Everhart)
- 1995 : Get Shorty : Nicki (Renee Props)
- 1995 : Meurtre en suspens : Krista Brooks (Gloria Reuben)
- 1995 : Jumanji : Nora Shepherd (Bebe Neuwirth)
- 1995 : Mort subite : Kathi (Kate McNeil)
- 1996 : Les Petits Champions 3 : Casey Conway (Heidi Kling)
- 1996 : Un beau jour : Celia (Amanda Peet)
- 1996 : The Crow, la cité des anges : Sarah (Mia Kirshner)
- 1996 : Dernier Recours : Wanda (Leslie Mann)
- 1996 : Swingers : Christy (Deena Martin)
- 1996 : Au revoir à jamais : Samantha Caine / Charly Baltimore (Geena Davis)
- 1997 : Tennessee Valley : Katherine Fitzsimmons (Diane Lane)
- 1997 : Pêche Party : Cookie Green (Edythe Davis)
- 1997 : Spawn : Wanda Blake (Theresa Randle)
- 1997 : Boogie Nights : Jessie St. Vincent (Melora Walters)
- 1997 : Wishmaster : Alexandra Amberson (Tammy Lauren)
- 1997 : Des hommes d'influence : Liz Butsky (Andrea Martin)
- 1998 : The Longest Nite : Maggie (Maggie Siu)
- 1998 : Billy's Hollywood Screen Kiss : Georgiana (Meredith Scott Lynn)
- 1998 : Cursus fatal : Docteur Ashley (Dana Delany)
- 1998 : Wedding Singer : Linda (Angela Featherstone)
- 1998 : Small Soldiers : l'annonceuse de Globotech (Marcia Mitzman Gaven)
- 1998 : À nous quatre : Marva Kulp, Jr. (Maggie Wheeler)
- 1998 : Blade : Karen Jackson (Wright N'Bushe)
- 1998 : L.A. Stories (en) : Mona Deware (Amanda Donohoe)
- 1998 : Susan a un plan : Penny Myers (Lisa Edelstein)
- 1998 : Vampires : Katrina (Sheryl Lee)
- 1999 : Des chambres et des couloirs : Angie (Julie Graham)
- 1999 : Wishmaster 2 : Morgana (Holly Fields)
- 1999 : Beowulf : la mère de Grendel (Layla Roberts)
- 1999 : Les Rênes du pouvoir : Dinah Pellarin (Miranda Richardson)
- 1999 : Le Célibataire : Buckley (Brooke Shields)
- 1999 : Intrusion : Nan (Clea DuVall)
- 2000 : Morceaux choisis : Desi (Maria Grazia Cucinotta)
- 2000 : Les Initiés : Abbie Halpert (Nia Long)
- 2000 : Le Petit Vampire : Dottie Thompson (Pamela Gidley)
- 2000 : Cut : Julie Bardot (Cathy Adamek)
- 2000 : Love and Basketball : Coach Davis (Christine Dunford)
- 2000 : Les Trois Vies de Rita Vogt : Rita Vogt (Bibiana Beglau)
- 2000 : Belles à mourir : Gladys Leeman (Kirstie Alley)
- 2001 : Harvard Story : Kelly Morgan (Rebecca Gayheart)
- 2001 : Fulltime Killer : Gigi (Cherrie Ying)
- 2001 : 15 minutes : Nicolette Karas (Melina Kanakaredes)
- 2002 : Appel au meurtre: Liberty Wallace (Linda Fiorentino)
- 2002 : American Party : Mme Seay (Sarah Fairfax)
- 2002 : American Psycho 2 : Mary (Greer Kent)
- 2002 : Ripley s'amuse : Luisa Harari (Chiara Caselli)
- 2003 : Mambo Italiano : Anna Barberini (Claudia Ferri)
- 2003 : Traqué (The Hunted) : Abby Durrell (Connie Nielsen)
- 2003 : Wonderland : Sharon Holmes (Lisa Kudrow)
- 2003 : Monsieur Schmidt : Jeannie Schmidt (Hope Davis)
- 2003 : Northfork : Flower Hercules (Daryl Hannah)
- 2003 : Cube 2 : Kate Fillmore (Kari Matchett)
- 2003 : Amours suspectes : Maudey Beasley (Meredith Eaton)
- 2004 : A Dirty Shame : Sylvia Stickles (Tracey Ullman)
- 2004 : Method : Rebecca (Elizabeth Hurley)
- 2004 : Godsend, expérience interdite : Jessie Duncan (Rebecca Romijn)
- 2004 : L'Enfer des loups : Maria (Maru Valdivielso)
- 2004 : Bruce tout-puissant : Debbie Connelly (Lisa Ann Walter)
- 2004 : Alexandre : Narratrice
- 2004 : Cinq enfants et moi : la mère (Tara Fitzgerald)
- 2005 : Zig Zag, l'étalon zébré : Clara Dalrypmle (Wendie Malick)
- 2007 : L'Amour aux temps du choléra : Fermina Daza (Giovanna Mezzogiorno)
- 2008 : Venganza : Aurora (Ariadna Gil)
- 2008 : Departures (Okuribito) : Yuriko Kamimura (Kimiko Yo)
- 2008 : La Nuit des vampires : Marie (Karin Rorbeck)
- 2008 : Sex and the City, le film : Thérapeute (Joanna Gleason)
- 2009 : New York, I Love You : Lydia Kault (Drea de Matteo)
- 2009 : Possession : Miranda (Chelah Horsdal)
- 2009 : Engrenage fatal : Marisa (Alex Meneses)
- 2010 : Nous sommes la nuit : Louise (Nina Hoss)
- 2010 : Trop belle ! : Debbie (Jessica St. Clair)
- 2010 : Kung Fu Nanny : Tatiana Creel (Katherine Boecher)
- 2011 : Au pays du sang et du miel : Alja (Zana Marjanović)
- 2011 : Sanctum : Victoria (Alice Parkinson)
- 2012 : Usurpateur : Claudia (Soledad Villamil)
- 2012 : Lincoln : Mme Jolly (Elizabeth Marvel)
- 2013 : Parkland : Doris Nelson (Marcia Gay Harden)
- 2013 : Capitaine Phillips : Chef O'Brien (Danielle Albert)
- 2013 : Le Cinquième Pouvoir : Birgitta Jónsdóttir (Carice van Houten)
- 2013 : Le Loup de Wall Street : Hildy Azoff (Mackenzie Meehan)
- 2013 : Les Brasiers de la colère : Julie (Angela Kaufman)
- 2014 : Sabotage : Caroline Brentwood (Olivia Williams)
- 2014 : Vampire Academy : principale Kirova (Olga Kurylenko)
- 2014 : Dumb and Dumber De : Adele Pinchelow (Laurie Holden)
- 2015 : Absolutely Anything : Rosie (Marianne Oldham)
- 2016 : Une vie entre deux océans : Hannah Roennfeldt (Rachel Weisz)
- 2016 : Joyeux Bordel ! : Lonny (Fortune Feimster)
- 2017 : John Wick 2 : Gianna D'Antonio (Claudia Gerini)
- 2017 : Naked : Vicky (Eliza Coupe)
- 2017 : The Foreigner : Mary (Orla Brady)
- 2018 : Criminal Squad : Debbie Flanagan (Dawn Olivieri)
- 2018 : Gringo : Elaine Markinson (Charlize Theron)
- 2018 : Les Sentinelles du Pacifique : Yaogu (Che Yongli)
- 2018 : Bumblebee : Amber (Megyn Price)
- 2020 : The Good Criminal : Annie Sumpter (Kate Walsh)
- 2020 : Come Away : Eleanor Morrow (Anna Chancellor)
- 2021 : La familia perfecta : Amparo (Pepa Aniorte)
- 2023 : Un bal pour Harvard (en) : Alyssa (Wendi McLendon-Covey)
- 2023 : Saw X : Dr Cecilia Pederson (Synnøve Macody Lund)
- 2023 : La Chimère : Flora (Isabella Rossellini)
- 2024 : The Merry Gentlemen (en) : Denise (María Canals Barrera)
- 2025 : Vous êtes cordialement invités : Gwyneth (Leanne Morgan (en))
- 2025 : The Monkey : Barbara (Tess Degenstein)
- 2025 : Freaky Friday 2 : Encore dans la peau de ma mère : ? (?)

#### Films d'animation
- 1994 : Felidae : Félicité
- 1995 : Ghost in the Shell : l'ordinateur central
- 1995 : Balto : Sylvie, la mère de Rosie
- 1995 : Papadoll au royaume des chats : la princesse Buburina
- 2004 : Les Indestructibles : Hélène / Elastigirl[3]
- 2009 : Lutins d'élite, mission Noël : Magee (court-métrage)
- 2012 : Frankenweenie : la prof de gym
- 2018 : Les Indestructibles 2 : Hélène / Elastigirl[3]
- 2018 : Spider-Man: New Generation : Dr Olivia « Liv » Octopus / Dr Octopus[n 1]
- 2022 : Pinocchio : Spazzatura[n 2]
- 2023 : Spider-Man : Across the Spider-Verse : Dr Olivia « Liv » Octopus
- 2023 : Élémentaire : Alizée[n 3]
- 2024 : Ce Noël-là : Mme Trapper[n 4]

### Télévision

#### Téléfilms
- Daphne Zuniga dans (20 téléfilms) :
  - Présomption de culpabilité (1995) : Terri Peralta
  - Face au mensonge (1998) : Claire Hainey
  - Thérapie meurtrière (2000) : Karen Drexel
  - Le Chien fantôme (2003) : Amanda
  - Secret conjugal (2005) : Jill Thompson
  - Un Noël pour l'éternité (2006) : Jill
  - Au rythme de mon cœur (2006) : Deborah Matthews
  - Mariage par correspondance (2008) : Diana McQueen
  - La Grève de Noël (2010) : Joy Robertson
  - Maman, moi ? Jamais ! (2010) : Claudia
  - Spring Break fatal (2013) : Rene
  - La Lettre de Kelly (2013) : Andrea Shmeckle
  - Un amour de petit singe (2014) : Olive
  - L'Appel du devoir (2015) : Carol Lawton
  - On a kidnappé mon mari (2016) : Ann Bradshaw
  - Ma fille kidnappée ! (2017) : Susan Brown
  - Une photo compromettante (2018) : Sam
  - Un Noël tout en fleurs (2018) : Blair Covington
  - Les Enfants maudits : Une nouvelle famille (2019) : l'infirmière Broadfield
  - Noël à Paris (2019) : Kate
- Cerina Vincent dans (4 téléfilms) :
  - La Maison des souvenirs (2013) : Ashleigh
  - La tentation de mon mari (2018) : Jen
  - La Vérité sur la reine du lycée (2020) : Melissa
  - Mia, 17 ans pour toujours (2020) : Laura
- Lynda Boyd (en) dans (4 téléfilms) :
  - Comment rencontrer l'âme sœur en 10 leçons (2016) : Gloria
  - Un festival pour Noël (2017) : Barbara
  - Les incroyables talents de Nöel (2021) : Joyce Davison
  - Le Noël surprise d'Emily (2021) : Diane
- Claudia Ferri dans :
  - Saving Milly (2005) : Norma Alvarado
  - La Bague de Sophia (2009) : Carol Kinahan
  - Ma fille, harcelée et laissée pour morte (2018) : Karen Dillon
- María Canals Barrera dans :
  - Camp Rock (2008) : Connie Torres
  - Les Sorciers de Waverly Place, le film (2009) : Theresa Russo
  - Camp Rock 2 : Le Face à face (2010) : Connie Torres
- Cristi Conaway dans :
  - L'Attaque de la femme de 50 pieds (1993) : Louise 'Honey' Parker
  - A Touch of Love (1994) : Amie
- Diane Lane dans :
  - Un tramway nommé Désir (1995) : Stella
  - Grace & Glorie (en) (1998) : Gloria « Glorie » Greenwood
- Penelope Ann Miller dans :
  - Point de rupture (1998) : Grace
  - Plus fort que le silence (2002) : Kathy Clifson
- Katja Riemann dans :
  - La rançon du pouvoir (1998) : Franziska Sommer
  - Changement de destin (2013) : Franziska Funk
- Marcia Gay Harden dans :
  - A la dérive (2004) : Trish Vogul
  - Les Toiles de Noël (2008) : Maryanne Kinkade
- Mira Sorvino dans :
  - Opération Hadès (2006) : Rachel Russel (version Mediadub International)
  - Le Dernier Templier (2009) : Tess Chaykin
- Virginia Madsen dans :
  - Meurtres à Charlotte (2012) : Judy Hammer
  - L'Enfant du lac (2015) : Laura Harris
- Maria Bello dans :
  - Détour mortel (2014) : Tess Thorne
  - Les âmes en suspens (2016) : Jean
- Lini Evans (en) dans :
  - L'Amour dans le pré (2017) : Grace Gilson
  - Coup de foudre et gourmandises (2018) : Patty Hathaway
- Michelle Morgan dans :
  - Un Noël pour se retrouver (2017) : Mary
  - Un mariage rock'n roll (2019) : Mary
- Angela Nicholas dans :
  - Qui est la tueuse ? Ma mère ou moi ? (2019) : le capitaine Lawrence
  - 15 ans d'écart (2020) : Victoria
- Melissa Peterman dans :
  - Une romance de Noël épicée (2018) : Linda
  - Noël à tout prix ! (2022) : Pamela
- 1984 : Le Dernier Rempart : Marlee Kramer (Wendy Crewson)
- 1989 : Meurtres en nocturne : Eva Lyons (Sue Dahlman)
- 1990 : La Petite Fille de guerre : Jann (Nancy Lee Grahn)
- 1992 : Notorious : Alicia Velorus (Jenny Robertson)
- 1992 : Chéri... Fais-moi un petit : Maureen Mallory (Joan Severance)
- 1993 : La Loi du professionnel : Jordan Henning (Yancy Butler)
- 1994 : Fortitude : Catherine Pradier (Tara Fitzgerald)
- 1994 : Viper : Rhonda (Frankie Thorn)
- 1994 : Lady in Waiting : Lori (Shannon Whirry)
- 1995 : La Belle impitoyable : Harly Cordell (Stacie Randall)
- 1996 : Meurtres, mode d'emploi : Kate Saunders (Kim Delaney)
- 1996 : Primes de risque : B.B. (Lisa Howard)
- 1996 : Jeunesse volée : Nina Talbert (Sharon Lawrence)
- 1997 : Face Down : Emily Jones (Shannon Lawson)
- 1998 : Marabunta, l'invasion souterraine : Laura Sills (Julia Campbell)
- 1998 : Les traces du mal : Penny (Doris Younane)
- 1999 : La mort tout shuss : Monika (Carin C. Tietze)
- 1999 : Le Manipulateur : Anna Lansky (Illeana Douglas)
- 1999 : Silence mortel : l'agent immobilier (Yvette Harper Pouliotte)
- 2000 : Tendre chantage : Carla (Kristin Minter)
- 2001 : L'amour n'est qu'un jeu : Shanté Smith (Vivica A. Fox)
- 2002 : La Reine des neiges : la souveraine de l'automne et des brigands (Suzy Joachim)
- 2004 : Frankenstein : l'inspecteur Carson O'Conner (Parker Posey)
- 2007 : Rencontre à Safe Harbour : Ophelia MacKenzie (Melissa Gilbert)
- 2007 : La Légende du trésor englouti : Jana Voss (Désirée Nosbusch)
- 2007 : Johnny Kapahala : Melanie Kapahala (Mary Page Keller)
- 2010 : L'Impossible Pardon : Amy Roberts (Tammy Blanchard)
- 2010 : The Special Relationship : Hillary Clinton (Hope Davis)
- 2010 : La Larme du diable : Penny (Olivia Jones)
- 2010 : La Belle et le boxeur : Yvonne (Nicola Ransom)
- 2013 : Le Pacte des tricheuses : Liz Hamilton (Paula Trickey)
- 2015 : Kruel : Jill O'Hare (Elizabeth Brewster)
- 2015 : Orage mortel : Charlotta (Alaina Huffman)
- 2016 : La Vengeance d'une mère : Colleen (Fay Masterson)
- 2016 : La talentueuse Mademoiselle Cooper : Penelope Sheridan (Marina Sirtis)
- 2017 : Celle qui m'a piégée : Meghan Flanagan (Sarain Boylan)
- 2017 : Dead Again in Tombstone : Le Pacte du Diable : Madame Du Vere (Elizabeth Lavender)
- 2018 : Un Noël royal : Melanie (Meredith Thomas)
- 2018 : Noël dans la peau d'une autre : Julia Samson (Ashley Wood Garcia)
- 2019 : Lycéenne parfaite pour crime parfait : l'agent Murray (Kellie Martin)
- 2020 : Un drôle de Noël : Marilyn Jinway (Wynonna Judd)
- 2021 : La passion malsaine d'un père de famille : Sofia Cartwright (Elina Madison)
- 2022 : Trois frères, Noël et un couffin : Barbara Brenner (Margaret Colin)

#### Séries télévisées
- Daphne Zuniga dans (12 séries) :
  - Melrose Place (1992-1996) : Jo Reynolds (111 épisode)
  - Models Inc. (1994) : Jo Reynolds (saison 1, épisode 1)
  - Au-delà du réel : L'aventure continue (1999) : Juliette Kagan (saison 5, épisode 18)
  - Stark Raving Mad (2000) : Dr Anne Russo (épisode 15)
  - New York, unité spéciale (2003) : Emma Dishell (saison 5, épisode 8)
  - Mes plus belles années (2004-2005) : Shelly Pierce (14 épisodes)
  - Beautiful People (2005-2006) : Lynn Kerr (16 épisodes)
  - Nip/Tuck (2007) : Carly Summers (saison 5, épisode 1)
  - Les Frères Scott (2008-2012) : Victoria Davis (40 épisodes)
  - Melrose Place : Nouvelle Génération (2009-2010) : Jo Reynolds (épisodes 7 et 16)
  - Fantasy Island (2021) : Margot (saison 1, épisode 6)
  - Dynastie (2022) : Sonya Jackson (saison 5, épisodes 9 et 12)
- Gina Gershon dans (6 séries) :
  - Rescue Me : Les Héros du 11 septembre (2007-2009) : Valerie (9 épisodes)
  - Life on Mars (2009) : Rita (épisode 14)
  - Elementary (2014-2015) : Elana March (saison 3, épisodes 1 et 14)
  - Brooklyn Nine-Nine (2017) : le lieutenant Melanie Hawkins (saison 4, épisodes 20 à 22 et saison 5, épisode 2)
  - Riverdale (2018-2019) : Gladys Jones (8 épisodes)
  - The Good Fight (2019) : Melania Trump (saison 3, épisode 6)
- Mira Sorvino dans (5 séries) :
  - Will et Grace (2003) : Diane (saison 6, épisode 2)
  - Opération Hadès (2006) : Rachel Russel (mini-série, version télévisée)
  - Dr House (2008) : Dr Cate Milton (saison 4, épisode 11)
  - Le Dernier Templier (2009) : Tess Chaykin (mini-série)
  - Shining Vale (2022-2023) : Rosemary Wellingham (16 épisodes)
- Laurie Holden dans (5 séries) :
  - The Shield (2008) : l'agent Olivia Murray (13 épisodes)
  - The Walking Dead (2010-2013) : Andrea Harrison (35 épisodes)
  - Major Crimes (2014-2015) :  Ann McGinnis (saison 3)
  - Chicago Fire (2015) : Dr Hannah Tramble (saison 3, épisode 19)
  - The Boys (2022) : « la Comtesse Rouge » (saison 3)
- Catherine Keener dans (4 séries) :
  - Show Me a Hero (2015) : Mary Dorman (mini-série)
  - Forever (2018) : Kase (épisodes 4 à 8)
  - Modern Love (2019) : Julie (saison 1, épisodes 2 et 8)
  - Brand New Cherry Flavor (2021) : Boro (mini-série)
- Maria Bello dans (4 séries) :
  - Goliath (2016) : Julie McBride (saison 1)
  - NCIS : Enquêtes spéciales (2017-2021) : Dr Jacqueline « Jack » Sloane (73 épisodes)
  - Acharnés (depuis 2023) : Jordan
  - The Waterfront (2025) : Belle Buckley
- Salli Richardson-Whitfield dans :
  - Eureka (2006-2012) : Allison Blake (77 épisodes)
  - Esprits criminels (2009) : Tamara Barnes (saison 5, épisodes 4 et 6)
  - NCIS : Enquêtes spéciales (2013-2015) : Carrie Clark (3 épisodes)
- María Canals Barrera dans :
  - Les Sorciers de Waverly Place (2007-2012) : Theresa Russo (106 épisodes)
  - The Big Bang Theory (2016) : Issabella (saison 10, épisode 8)
  - Waverly Place : Les Nouveaux Sorciers (2025) : Theresa Russo (saison 1, épisode 20)
- Illeana Douglas dans :
  - Chaos (2011) : Linda Phillips (épisode 4)
  - Drop Dead Diva (2013) : Dr Reza (saison 5, épisode 10)
  - Goliath (2019) : Rita (saison 3)
- Hudson Leick dans :
  - University Hospital (1995) : Tracy Stone (9 épisodes)
  - Tru Calling : Compte à rebours (2003) : Rebecca Morgan (saison 1, épisode 1)
- Pamela Gidley dans :
  - Drôle de chance (1995-1996) : Audrey Westin (17 épisodes)
  - Le Caméléon (1997-2000) : Brigitte (17 épisodes)
- Kristin Minter dans :
  - Urgences (1995-2003) : Randi Fronczak (71 épisodes)
  - Nip/Tuck (2009) : Kitty (saison 5, épisode 16)
- Christine Dunford (en) dans :
  - Joyeuse pagaille (1996-1998) : Stephanie Farrell (20 épisodes)
  - Trois hommes sur le green (1998) : Kate (épisode 1)
- Lynda Boyd (en) dans :
  - The Crow (1998-1999) : Darla Mohr (14 épisodes)
  - Cold Case : Affaires classées (2007) : Caroline Dratton (saison 4, épisode 23)
- Susan Misner dans :
  - Jonny Zéro (2005) : Eve (6 épisodes)
  - Person of Interest (2011-2012) : Jessica Arndt (saison 1)
- Salma Hayek dans :
  - 30 Rock (2009-2013) : Elisa Padriera (7 épisodes)
  - Black Mirror (2023) : Salma Hayek (saison 6, épisode 1)
- Mary McCormack dans :
  - The Newsroom (2014) : Molly Levy (saison 3, épisodes 2 et 3)
  - Loaded (2017) : Casey (8 épisodes)
- Necar Zadegan dans :
  - Extant (2015) : Shayna Velez (saison 2)
  - Good Doctor (2018) : Dr Jordan Ko (3 épisodes)
- Nadine Ellis dans :
  - Greenhouse Academy (2017-2018) : Judy Hayward (24 épisodes)
  - Our Kind of People (2021-2022) : Leah Franklin-Dupont (12 épisodes)
- Robin Weigert dans :
  - Dietland (en) (2018) : Verena Baptist
  - Tracker (2024) : Teddi Bruin
- Rya Kihlstedt dans :
  - Charmed (2018-2019) : Julia Wagner (saison 1)
  - L'Amour au temps du Corona (en) (2020) : Sarah (mini-série)
- Nancy Lee Grahn (en) : Julia Wainwright dans Santa Barbara
- Shawn Weatherly : Jill Riley dans Alerte à Malibu
- Perrey Reeves : Rita Jansen dans Ghost Whisperer (saison 5, épisode 8)
- 1995-1996 : Presque parfaite : Patty Karo (Lisa Edelstein) (8 épisodes)
- 2000-2002 : Lydia DeLucca : Lydia DeLucca (Heather Paige Kent) (36 épisodes)
- 2004-2007 : New York, unité spéciale : Dr Rebecca Hendrix (Mary Stuart Masterson) (5 épisodes)
- 2005-2006 : Commander in Chief : la présidente Mackenzie Allen (Geena Davis)
- 2008-2011 : Merlin : Hunith (Caroline Faber) (4 épisodes)
- 2010-2018 : The Middle : Rita Glossner (Brooke Shields) (6 épisodes)
- 2011 : Desperate Housewives : Stacy Strauss (Rebecca Creskoff) (saison 7, épisode 3)
- 2012 : The Big C : Giselle (Tammy Blanchard) (saison 3, épisodes 6 à 8)
- 2012 : Body of Proof : Dr Sara Hughes (Mim Drew) (saison 2, épisode 11)
- 2016-2018 : Vikings : Astrid (Josefin Asplund) (18 épisodes)
- 2016-2020 : The Ranch : Mary Roth (Megyn Price) (50 épisodes)
- 2017-2021 : MacGyver : Matilda « Matty » Webber (Meredith Eaton) (82 épisodes)
- 2018-2021 : Perdus dans l'espace : Maureen Robinson (Molly Parker)
- 2018 : Si je ne t'avais pas rencontrée : Miríam (Olalla Escribano)
- 2018-2024 : Young Sheldon : Brenda Sparks (Melissa Peterman) (35 épisodes)
- 2019-2021 : You : Dottie Quinn (Saffron Burrows) (11 épisodes)
- 2019-2023 : The L Word: Generation Q : Tess Van De Berg (Jamie Clayton) (26 épisodes)
- 2020-2021 : Grey's Anatomy : Dr Alma Ortiz (Lisa Vidal) (saison 17)
- depuis 2019 : Euphoria : la grand-mère de Fezco (Brynda Mattox)
- 2021 : Calls : Mère (Jennifer Tilly) (voix - saison 1, épisode 2)
- 2021 : La Brea : Marybeth Hill (Karina Logue) (saison 1)
- 2021 : Eux : Helen Koistra (Brooke Smith)
- 2021 : Dear White People : Iesha Vital (Joi Liaye) (8 épisodes)
- 2021-2022 : New Amsterdam : Dr Veronica Fuentes (Michelle Forbes) (13 épisodes)
- 2022 : The Guardians of Justice : ? (?)
- 2022 : Vers les étoiles : Hannah (Sonya Walger)
- 2022 : The Offer : Candida Donadio (Lola Glaudini) (mini-série)
- 2023 : Le Continental : D'après l'Univers de John Wick : la fausse Mazie (Naomi Wirthner) (mini-série)
- 2023 : Toute la lumière que nous ne pouvons voir : Mme Fontineau (Maggie Daniels) (mini-série)
- 2023 : Une lueur d'espoir : Edith Frank (Amira Casar) (mini-série)
- depuis 2023 : Rabbit Hole : Olivia « Liv » Bonen (Alexandra Castillo (es))
- 2024 : Sunny : Noriko Sakamoto (Judy Ongg (en))

#### Séries d'animation
- 1977[4] : Smash : Virginie Tessier
- 1979[4] : Misha : Sonia Oursillon, Natacha
- 1984-1985[4] : Wingman : Élise Lerêve (2e voix) et Géraldine
- 1986-1988 : Juliette, je t'aime : Juliette Rozier
- 1988 : Les Crados : voix additionnelles
- 1988-1994[5] : Crying Freeman : Emu, Nina Heaven (OAV 5)
- 1989 : Nicky Larson : voix diverses (épisodes 103 et 104)
- 1989[6] : Max et Compagnie : Grand-mère, le fantôme (OAV 1 et 2, 1er doublage)
- 1990 : Pygmalion[7] : la déesse Yourania (1re apparition)
- 1990-1997 : Manu : Josiane
- 1993 : Conan l'Aventurier : Soalong la femme ninja (épisode 53), Animatue (épisode 57)
- 1993-1994 : Double Dragon : Marianne Martin
- 1993-1997 : Beavis et Butt-Head : voix additionnelles
- 1994 : Tico et ses amis : Cheryl, Mme Bennex, Nagisa
- 1994-1995 : Batman : Janet Van Dorn (épisode 68), Summer Gleeson (épisodes 82 et 83)
- 1995-1996 : Détective Bogey (es)[8] : Pandora
- 1996 : Urmel : Pr Ophélie Tibatong
- 1998 : Invasion America : Sonia Lear
- 1998-1999 : Toonsylvania : Becki
- 1999 : Avengers : Sorcière rouge / Wanda Maximoff
- 2001 / 2004 : Samouraï Jack : Ikra (épisode 6) et la princesse Mira (épisode 44)
- 2012 / 2024 : Wakfu : la générale Frida Mofette (saison 2, épisode 23), Déesse, la reine de Sufokia et voix additionnelles (saison 4)
- 2015-2021 : F Is for Family : Sue Murphy
- 2016-2017 : Mon chevalier et moi : la sorcière, la reine
- 2016-2018 : Animals. (en) : Sapphire
- 2017-2021 : La Bande à Picsou : Roxanne Featherly
- 2018-2023 : Hilda : Cindworm et Victoria Van Gale
- 2020 : Toc Toc : ?
- 2020-2022 : Duncanville : Annie Harris
- 2021 : Edens Zero : Valkyrie
- 2022 : Cyberpunk: Edgerunners : Gloria Martinez

#### Voix off
- 2018 : Publicité Skoda Fabia, avec l'image des Indestructibles
- 2025 : narratrice pour le spectacle Luminiscence, cathedrale Notre Dame de Rouen.

### Jeux vidéo
- 1994 : King's Quest VII : Rosella De Daventry
- 1995 : Command and Conquer : Conflit du Tibérium : Kia Huntzinger : EVA (Élément Visuel Actif)
- 1995 : Fort Boyard : Le Défi : la présentatrice
- 1995 : Fade to Black : l'ordinateur guidant Conrad Hart
- 2004 : Les Indestructibles : Hélène / Elastigirl
- 2005 : Jade Empire : le dragon de l'eau et Guang l’instructrice des disciples
- 2007 : Bioshock : Dr Brigid Tenenbaum
- 2008 : Prince of Persia : Ahriman (Voix Féminine)
- 2009 : Dragon Age: Origins : Morrigan
- 2010 : BioShock 2 : Dr Brigid Tenenbaum
- 2010 : Spider-Man : Dimensions : Madame Web
- 2010 : Assassin's Creed Brotherhood : voix additionnelles
- 2011 :  The Elder Scrolls V: Skyrim : Karliah, et la majorité des personnages féminins Haut-Elfes
- 2012 : Lego Le Seigneur des anneaux : Galadriel
- 2012 : Guild Wars 2 : l'adjointe Mira
- 2014 : Dragon Age: Inquisition : Morrigan
- 2014 : Lego Le Hobbit : Galadriel
- 2014 : La Terre du Milieu : L'Ombre du Mordor : Galadriel
- 2015 : Disney Infinity 3.0 : Hélène / Elastigirl
- 2015 : Assassin's Creed Syndicate : voix additionnelles
- 2016 : Overwatch : Moira
- 2016 : Watch Dogs 2 : Lenni
- 2016 : World of Warcraft: Legion : Damoiselle de vertu
- 2017 : La Terre du Milieu : L'Ombre de la guerre : Galadriel (DLC La Lame de Galadriel)
- 2018 : Lego Les Indestructibles : Hélène / Elastigirl
- 2020 : Assassin's Creed Valhalla : Svala et Freyja
- 2020 : Anno 1800 : La Terre des lions : la grande Prêtresse de Kidusi Anitoni
- 2022 : Cookie Run: Kingdom : Cookie Avocat, Cookie Fromage doré
- 2022 : Overwatch 2 : Moira
- 2023 : Cyberpunk 2077 : Phantom Liberty : Rosalind Myers
- 2024 : Dragon Age: The Veilguard : Morrigan
- 2024 : Indiana Jones et le Cercle ancien : ?
- 2025 : Civilization VII : Narratrice / Voix Off

### Livre audio
Œuvres de Walt Disney
- Les Indestructibles (Audiolib, juillet 2018)

### Direction artistique
Note : Les dates indiquées en italique correspondent aux sorties initiales des films auxquels Déborah Perret a participé aux doublages tardifs et aux redoublages.

#### Films
Liste des films dirigés par Déborah Perret sur RS Doublage.com
- 1995 : Crying Freeman
- 1999 : Le Célibataire
- 2001 : The Order
- 2002 : Northfork (en)
- 2004 : Cinq Enfants et moi
- 2008 : Voyage au centre de la Terre
- 2010 : 13
- 2012[n 5] : Girls Attitude : Modes d'emploi (en)
- 2014 : Need for Speed
- 2016 : Jadotville
- 2016 : Free State of Jones
- 2016 : Opération Anthropoid
- 2016 : Get a Job (en)
- 2017 : Aftermath (co-direction)
- 2018 : Destroyer
- 2018 : Les Mauvais Esprits (en)
- 2018 : Peur bleue 2
- 2019 : Domino : La Guerre silencieuse (avec Ioanna Gkizas)
- 2019 : À couteaux tirés
- 2019 : Green Book : Sur les routes du Sud
- 2019 : Midway
- 2019 : Scandale
- 2019 : Rambo: Last Blood
- 2019 : À deux mètres de toi (avec Alexis Flamant)
- 2020 : Uncut Gems
- 2020 : Fatale
- 2020 : Anya
- 2020 : Peur bleue 3
- 2020 : La Baie du silence
- 2020 : French Exit
- 2020 : Songbird
- 2021 : Cherry
- 2021 : Spirale : L'Héritage de Saw
- 2021 : Silent Night (avec Géraldine Frippiat)
- 2021 : Billie Holiday, une affaire d'État
- 2022 : Men
- 2022 : Vivre (avec Laurent Vernin)
- 2022 : Les Bonnes Étoiles (avec Géraldine Frippiat)
- 2022 : Esther 2 : Les Origines (avec Géraldine Frippiat)
- 2023 : Misanthrope (avec Laurent Vernin)
- 2023 : Kandahar (avec Aurélien Ringelheim)
- 2023 : Dieu, tu es là ? C'est moi, Margaret
- 2023 : Dumb Money
- 2023 : One Ranger (en) (avec Géraldine Frippiat)
- 2023 : Joy Ride (avec Danielle Perret)
- 2023 : Daddio
- 2024 : La Québécoise
- 2025 : L'Ombre d'Emily 2
- 2025 : Shadow Force (avec Olivia Luccioni)

#### Séries télévisées
- 1998-1999 : Mortal Kombat: Conquest
- 2008-2012 : Merlin
- 2015-2021 : Trapped
- 2016-2020 : Lucifer
- 2017 : The Halcyon
- 2017-2018 : Philip K. Dick's Electric Dreams
- 2019-2020 : La Jetée
- 2020 : The Undoing (mini-série)
- 2020 : Normal People (mini-série)
- 2020 : We Are Who We Are (mini-série)
- 2020 : Défendre Jacob
- 2020-2022 : Avenue 5
- 2020-2023 : Big Sky
- 2021 : The Bite (en)
- 2021 : Reyka (en)
- depuis 2021 : And Just Like That...
- 2022 : La Disparition de John Darwin (mini-série)
- 2022 : Marie-Antoinette
- 2022 : Somewhere Boy (en)
- depuis 2022 : Le Seigneur des anneaux : Les Anneaux de pouvoir[9]
- 2023 : Les Fleurs sauvages
- 2023 : Le Continental : D'après l'Univers de John Wick (mini-série)
- 2023 : Toute la lumière que nous ne pouvons voir (mini-série)
- 2024 : Mr. et Mrs. Smith (avec Dorothée Pousséo)
- 2024 : The Gentlemen
- 2025 : De parfaites demoiselles
- 2025 : La Maison de David

#### Téléfilms
- 2017 : L'Aventure à deux
- 2018 : Un coup de foudre en héritage
- 2018 : Un fiancé à louer pour Noël
- 2018 : L'Aventure à deux : le mariage
- 2018 : Le meilleure pâtissier de Noël
- 2018 : La Romance photo de Noël
- 2019 : La Sœur disparue
- 2019 : Ma mère, mon poison
- 2019 : L'Atelier de jouets du Père Noël
- 2020 : Retrouve-moi pour Noël
- 2020 : L'Ombre d'une mère indigne
- 2021 : Brillante, belle et brisée

Liste des séries dirigées par Déborah Perret sur DSD Doublage.com

## Adaptation
Note : Les dates indiquées en italique correspondent aux sorties initiales des films auxquels Déborah Perret a participé aux doublages tardifs et aux redoublages.
 Sauf indication contraire ou complémentaire, les informations mentionnées dans cette section proviennent du générique de fin de l'œuvre audiovisuelle présentée ici.

### Cinéma

#### Films
Liste des films adaptés par Déborah Perret sur RS Doublage.com
- 1972 : La Fureur de vaincre
- 1978 : Le Jeu de la mort
- 1987 : Histoire de fantômes chinois
- 1990 : Vengeance
- 1990 : Men at Work
- 1990 : Histoire de fantômes chinois 2
- 1991 : Eyes of an Angel
- 1991 : Histoire de fantômes chinois 3
- 1992 : Blue Ice[10]
- 1992 : Avril enchanté
- 1993 : Mémoire d'un sourire
- 1993 : Max, le meilleur ami de l'homme
- 1993 : Streetfighter, la rage de vaincre
- 1994 : Un Anglais sous les tropiques
- 1994 : Corrina, Corrina
- 1994 : Mon ami Dodger
- 1994 : Fist of Legend
- 1994 : Little Odessa
- 1994 : Street Fighter
- 1994 : Fist of Legend
- 1994 : L'Antre de la folie
- 1995 : Seven
- 1995 : Crying Freeman
- 1995 : Candyman 2
- 1995 : Chien d'élite
- 1995 : Mortal Kombat
- 1996 : The Crow, la cité des anges
- 1996 : L'Agent secret
- 1996 : Au revoir à jamais
- 1996 : Scream
- 1996 : Le Grand Tournoi
- 1996 : Le Dentiste
- 1997 : Spawn
- 1997 : Oscar Wilde
- 1997 : Mortal Kombat : Destruction finale
- 1997 : Boogie Nights
- 1997 : Cube
- 1997 : Wishmaster
- 1997 : Des hommes d'influence
- 1998 : Rush Hour
- 1998 : Le Dentiste 2
- 1998 : Blade
- 1998 : À nous quatre
- 1998 : Perdus dans l'espace
- 1998 : Vampires
- 1998 : La Légende du pianiste sur l'océan
- 1998 : Légionnaire
- 1999 : Hurricane Carter
- 1999 : Belles à mourir
- 1999 : Les Aventures de Tsatsiki
- 1999 : La Fin des temps
- 1999 : Magnolia
- 1999 : Le 13e Guerrier
- 1999 : Sexe attitudes
- 1999 : Candyman 3 : Le Jour des morts
- 2000 : Piège fatal
- 2000 : American Psycho
- 2000 : Destination finale
- 2000 : Fréquence interdite
- 2000 : The Cell
- 2000 : American Girls
- 2000 : Family Man
- 2000 : Le Petit Vampire
- 2000 : Les Initiés
- 2000 : Les Âmes perdues
- 2001 : Replicant
- 2001 : À l'ombre de la haine
- 2001 : Jason X
- 2001 : Rush Hour 2
- 2001 : Ghosts of Mars
- 2001 : Le Seigneur des anneaux : La Communauté de l'anneau
- 2001 : Harvard Story
- 2001 : Les Hommes de main
- 2001 : Shaolin Soccer
- 2001 : Le 51e État
- 2001 : Potins mondains et amnésies partielles
- 2001 : Spy Game : Jeu d'espions
- 2001 : La Maison sur l'océan
- 2001 : 15 Minutes
- 2001 : Blow
- 2001 : Sam, je suis Sam
- 2002 : Le Seigneur des anneaux : Les Deux Tours
- 2002 : Joue-la comme Beckham
- 2002 : Amours suspectes
- 2002 : Austin Powers dans Goldmember
- 2002 : Feu de glace
- 2002 : Resident Evil
- 2002 : Blade 2
- 2002 : Simone
- 2002 : Cypher
- 2002 : Laurier blanc
- 2002 : Spider
- 2002 : Monsieur Schmidt
- 2002 : Le Club des empereurs
- 2002 : John Q
- 2002 : Cube 2
- 2002 : Les Lois de l'attraction
- 2003 : Le Seigneur des anneaux : Le Retour du roi
- 2003 : Elfe
- 2003 : Traqué
- 2003 : Open Water : En eaux profondes
- 2003 : Dark Blue
- 2003 : Destination finale 2
- 2003 : Wonderland
- 2003 : Massacre à la tronçonneuse
- 2003 : Un homme à part
- 2003 : Détour mortel
- 2003 : Le Secret des frères McCann
- 2003 : Company
- 2003 : Willard
- 2003 : Freddy contre Jason
- 2003 : Confidence
- 2004 : The Grudge
- 2004 : L'Effet papillon
- 2004 : Birth
- 2004 : Godsend, expérience interdite
- 2004 : Cellular
- 2004 : Resident Evil: Apocalypse
- 2004 : Blade: Trinity
- 2004 : Hôtel Rwanda
- 2004 : Le Pont du roi Saint-Louis
- 2004 : L'Armée des morts
- 2004 : Saw
- 2004 : Cinq enfants et moi
- 2004 : Collision (Crash) de Paul Haggis
- 2004 : Rochester, le dernier des libertins
- 2004 : N'oublie jamais
- 2004 : Highwaymen : La Poursuite infernale
- 2005 : Sa mère ou moi !
- 2005 : Assaut sur le central 13
- 2005 : Les Bienfaits de la colère
- 2005 : A History of Violence
- 2005 : Coup d'éclat
- 2005 : Saw 2
- 2005 : Les Frères Grimm
- 2005 : Hooligans
- 2005 : Good Night and Good Luck
- 2005 : Hard Candy
- 2005 : Le Boss
- 2006 : Faussaire
- 2006 : Dance with Me
- 2006 : Alpha Dog
- 2006 : Fido
- 2006 : Saw 3
- 2006 : 16 Blocs
- 2006 : Destination finale 3
- 2007 : La Faille
- 2007 : L'Amour aux temps du choléra
- 2007 : À la croisée des mondes : La Boussole d'or
- 2007 : Mongol
- 2007 : Les Promesses de l'ombre
- 2007 : La Légende de Beowulf
- 2007 : 88 Minutes
- 2007 : Saw 4
- 2007 : Resident Evil: Extinction
- 2008 : Les Insurgés
- 2008 : Saw 5
- 2008 : Tout... sauf en famille
- 2008 : The Midnight Meat Train
- 2008 : La Cité de l'ombre
- 2008 : Cœur d'encre
- 2008 : La Vie devant ses yeux
- 2008 : John Rambo
- 2008 : Le Secret de Moonacre
- 2008 : La Loi et l'Ordre
- 2008 : Sex and the City, le film
- 2008 : Le Prix de la loyauté
- 2008 : Les Trois Royaumes
- 2008 : Un mari de trop
- 2008 : Voyage au centre de la Terre
- 2008 : Braquage à l'anglaise
- 2009 : Ma vie pour la tienne
- 2009 : Bliss
- 2009 : Vic le Viking
- 2009 : Saw 6
- 2009 : Ce que pensent les hommes
- 2009 : L'Imaginarium du docteur Parnassus
- 2009 : 17 ans encore
- 2009 : Hanté par ses ex
- 2009 : Destination finale 4
- 2009 : Bad Lieutenant : Escale à La Nouvelle-Orléans
- 2009 : Infectés
- 2009 : Daybreakers
- 2009 : Droit de passage
- 2009 : Fame
- 2009 : Hors du temps
- 2009 : La Route
- 2009 : Jusqu'en enfer
- 2009 : L'Élite de Brooklyn
- 2009 : Meurtres à la St-Valentin
- 2009 : Phénomènes paranormaux
- 2009 : Victoria : Les Jeunes Années d'une reine
- 2009 : Une éducation
- 2009 : Solomon Kane
- 2009 : The Code
- 2009 : Lili la petite sorcière, le Dragon et le Livre magique
- 2010 : Trust
- 2010 : Kung Fu Nanny
- 2010 : Stone
- 2010 : Expendables : Unité spéciale[11]
- 2010 : Saw 3D : Chapitre final
- 2010 : Resident Evil: Afterlife
- 2010 : Les Trois Prochains Jours
- 2010 : Une famille très moderne
- 2010 : Troupe d'élite 2
- 2010 : London Boulevard
- 2010 : Nous sommes la nuit
- 2010 : Les Runaways
- 2010 : Hors de contrôle
- 2010 : Le Livre d'Eli
- 2010 : Fighter
- 2010 : Les Chemins de la liberté
- 2010 : Laisse-moi entrer
- 2010 : Kick-Ass
- 2010 : Kiss and Kill
- 2010 : Outrage
- 2010 : StreetDance 3D
- 2011 : Sanctum
- 2011 : La Défense Lincoln
- 2011 : Conan
- 2011 : Les Marches du pouvoir
- 2011 : Hugo Cabret
- 2011 : La Locataire
- 2011 : Au pays du sang et du miel
- 2011 : Rhum express
- 2011 : Blitz
- 2011 : Effraction
- 2011 : L'Aigle de la Neuvième Légion
- 2011 : Killing Fields
- 2011 : Le Flingueur
- 2011 : Les Immortels
- 2011 : Le Sang des Templiers
- 2011 : Le Dernier des Templiers
- 2011 : Hell Driver
- 2011 : Shark 3D
- 2011 : Sortilège
- 2011 : Warrior
- 2012 : Hunger Games
- 2012 : The Master
- 2012 : Paperboy
- 2012 : Cogan : Killing Them Softly
- 2012 : Chroniques de Tchernobyl
- 2012 : Alex Cross
- 2012 : Tous les espoirs sont permis
- 2012 : Drôles d'oiseaux
- 2012 : 12 heures
- 2012 : Expendables 2 : Unité spéciale[11]
- 2012 : La Dame en noir
- 2012 : Blanche-Neige
- 2012 : La Cabane dans les bois
- 2012 : End of Watch
- 2012 : Possédée
- 2012 : Recherche Bad Boys désespérément
- 2012 : Ce qui vous attend si vous attendez un enfant
- 2012 : Disparue
- 2012 : Du plomb dans la tête
- 2012 : Hit and Run
- 2012 : Gambit : Arnaque à l'anglaise
- 2012 : Le Territoire des loups
- 2012 : Des hommes sans loi
- 2012 : StreetDance 2
- 2012 : Silent Hill: Revelation 3D
- 2012 : The Iceman
- 2013 : Le Cinquième Pouvoir
- 2013 : Evil Dead
- 2013 : Texas Chainsaw 3D
- 2013 : Crazy Joe
- 2013 : Un grand mariage
- 2013 : Jobs
- 2013 : Warm Bodies
- 2013 : Hunger Games : L'Embrasement
- 2013 : Les Brasiers de la colère
- 2013 : American Bluff
- 2013 : Big Bad Wolves
- 2013 : La Stratégie Ender
- 2013 : Riddick
- 2013 : Le Loup de Wall Street
- 2013 : Les Voies du destin
- 2013 : Le Majordome
- 2013 : Les Âmes vagabondes
- 2013 : Le Dernier Rempart
- 2013 : My Movie Project
- 2014 : I, Frankenstein
- 2014 : Need for Speed
- 2014 : Sabotage
- 2014 : Blackout total
- 2014 : Hunger Games : La Révolte, partie 1
- 2014 : La Dame en noir 2 : L'Ange de la mort
- 2014 : Expendables 3[11]
- 2014 : Balade entre les tombes
- 2014 : John Wick
- 2014 : Horns
- 2014 : Balade entre les tombes
- 2014 : Vampire Academy
- 2014 : Sin City : J'ai tué pour elle
- 2014 : Écho
- 2014 : Dumb and Dumber De
- 2014 : It Follows
- 2014 : Les Jardins du roi
- 2014 : La Légende d'Hercule
- 2014 : Les Recettes du bonheur
- 2014 : The Rover
- 2014 : Secret d'État
- 2015 : Charlie Mortdecai
- 2015 : Knight of Cups
- 2015 : Hunger Games : La Révolte, partie 2
- 2015 : American Ultra
- 2015 : Hardcore Henry
- 2015 : Randonneurs amateurs
- 2015 : Tracers
- 2016 : Dirty Papy
- 2016 : Silence[11]
- 2016 : Les Cerveaux
- 2016 : Bad Moms
- 2016 : The Boy
- 2016 : Tu ne tueras point
- 2016 : Traque à Boston
- 2016 : Une vie entre deux océans
- 2016 : Criminal : Un espion dans la tête
- 2016 : Quelques minutes après minuit
- 2016 : Mechanic: Resurrection
- 2016 : Joyeux Bordel !
- 2016 : La Fille du train
- 2016 : Mariage à la grecque 2
- 2016 : Free State of Jones
- 2016 : Le Bon Gros Géant
- 2017 : Tout l'argent du monde
- 2017 : Le Musée des merveilles
- 2017 : American Assassin
- 2017 : Le Château de verre
- 2017 : Hitman and Bodyguard
- 2017 : Jigsaw
- 2017 : Mes vies de chien
- 2017 : John Wick 2
- 2017 : Bad Moms 2
- 2017 : Hostiles[11]
- 2017 : Bienvenue à Suburbicon
- 2017 : Wonder
- 2017 : Le Secret des Marrowbone
- 2017 : Power Rangers
- 2017 : The Wall
- 2017 : Wind River
- 2017 : Jackals
- 2018 : Criminal Squad
- 2018 : 22 Miles
- 2018 : Hotel Artemis
- 2018 : L'Espion qui m'a larguée
- 2018 : L'Ombre d'Emily
- 2018 : Gringo
- 2018 : Hérédité
- 2018 : Green Book : Sur les routes du sud
- 2018 : Destroyer
- 2018 : Greta
- 2018 : Hunter Killer
- 2018 : Horse Soldiers
- 2018 : Sicario : La Guerre des cartels
- 2018 : Seconde Chance
- 2018 : My Beautiful Boy
- 2018 : Teen Spirit
- 2018 : Suspiria
- 2018 : Stan et Ollie
- 2018 : Robin des Bois
- 2019 : Captive State
- 2019 : Hellboy
- 2019 : Le Gangster, le Flic et l'Assassin
- 2019 : Rambo: Last Blood
- 2019 : Queens
- 2019 : À couteaux tirés
- 2019 : Midway
- 2019 : Scandale
- 2019 : Scary Stories
- 2020 : Blackbird
- 2020 : The Good Criminal
- 2020 : Falling
- 2020 : I Care a Lot
- 2021 : Billie Holiday, une affaire d'État
- 2021 : Un homme en colère
- 2021 : Hitman and Bodyguard 2
- 2021 : Chaos Walking
- 2021 : Spirale : L'Héritage de Saw
- 2021 : Ice Road
- 2021 : Resident Evil : Bienvenue à Raccoon City
- 2021 : Désigné coupable
- 2021 : Till Death (en)
- 2022 : Moonfall
- 2022 : Les Crimes du futur
- 2022 : Men
- 2022 : Trois mille ans à t'attendre
- 2022 : Marlowe
- 2022 : Les Bonnes Étoiles
- 2022 : L'Emprise du démon
- 2022 : La Proie du diable
- 2023 : Mayday
- 2023 : John Wick : Chapitre 4
- 2023 : Evil Dead Rise
- 2023 : Misanthrope
- 2023 : La Maison du mal
- 2023 : Expendables 4
- 2023 : Saw X
- 2023 : Hunger Games : La Ballade du serpent et de l'oiseau chanteur
- 2023 : Follow dead
- 2023 : Iron Claw
- 2024 : Immaculée
- 2024 : Civil War
- 2024 : Les Intrus
- 2025 : The Monkey
- 2025 : In the Lost Lands
- 2025 : D'après l'Univers de John Wick : Ballerina

#### Films d'animation
- 2000 : Gloups ! je suis un poisson
- 2003 : La Légende du Cid
- 2004 : Le Monde fabuleux de Gaya (en)
- 2010 : Animaux et Cie
- 2010 : Alpha et Oméga
- 2013 : Tarzan
- 2017 : Drôles de petites bêtes
- 2021 : Monster Family : En route pour l'aventure ! (en)
- 2024 : Le Seigneur des Anneaux : La Guerre des Rohirrim

### Télévision

#### Séries télévisées
- 2021-2025 : La Roue du temps
- 2023 : Le Continental : D'après l'Univers de John Wick (mini-série)
- 2023 : Toute la lumière que nous ne pouvons voir (mini-série)